# Apela picturata
Apela picturata är en fjärilsart som beskrevs av Paul Dognin 1916. Apela picturata ingår i släktet Apela och familjen tandspinnare. Inga underarter finns listade i Catalogue of Life.